# سیارک ۳۹۴۲
سیارک ۳۹۴۲ (به انگلیسی: 3942 Churivannia، نامگذاری:1977RH7) سه هزار و نهصد و چهل و دومین سیارک کشف شده‌است که در ۱۱ سپتامبر ۱۹۷۷ کشف شد.
قدر مطلق سیارک برابر ۱۳٫۲۰ است.